# Helianthus atrorubens
Helianthus atrorubens — вид квіткових рослин з родини айстрових (Asteraceae).

## Біоморфологічна характеристика
Це багаторічник 50–200 см (неквітучі стебла зазвичай відсутні). Стебла прямовисні, проксимально ворсинчасті, дистально ворсинчасті чи майже голі. Листки переважно прикореневі; протилежні; листкові ніжки 4–25 см (зазвичай крилаті принаймні на 1/2 довжини); листкові пластинки від ланцетних до яйцюватих, 7–26 × 3–10 см, абаксіально (низ) щетинисті, краї від зазубрених до городчастих. Квіткових голів (1)3–15+. Променеві квітки 10–15; пластинки 15–22 мм. Дискові квітки 75+; віночки 4–6nbsp;мм, частки червонуваті, пиляки темні. Ципсели 2.8–3 мм, голі чи дистально запушені. 2n = 34. Цвітіння: пізнє літо — осінь.

## Умови зростання
Це ендемік пд.-сх. і сх. США (Алабама, Флорида, Джорджія, Кентуккі, Луїзіана, Нью-Джерсі, Північна Кароліна, Південна Кароліна, Теннессі, Вірджинія). Населяє відкриті змішані ліси, узбіччя доріг; 0–900 метрів.

## Значущість
Цей вид також є третинним генетичним родичем культивованого соняшнику Helianthus annuus, з потенційним селекційним використанням. Рід Helianthus приваблює велику кількість місцевих бджіл.